# ミステリーハウス

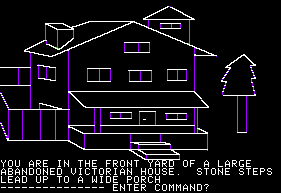
1.のミステリーハウス（シエラオンライン）

『ミステリーハウス』（MYSTERY HOUSE）とは、1980年代に登場したアドベンチャーゲームのタイトル。日本では同名の2本のソフトが存在する。
1. 1980年、アメリカのシエラ・オンライン（Sierra On-Line）からApple II用に発売されたソフト。世界初のグラフィックアドベンチャーゲーム。日本では1983年にスタークラフトからFM-7などの機種への和訳移植版が発売。
2. 1982年、日本でマイクロキャビン（当時はマイクロキャビン四日市）からMZ-2000用に発売されたソフト。

関わりが深いため、本項目では両方について記述する。

## 経緯
1970年代にも多数制作されていたアドベンチャーゲームと呼ばれるジャンルのソフトは、その全てが「文章のみで作中の状況を描写する」という表現方法をとっていた。今となってはアドベンチャーゲームで当たり前の手法である「文章と画像を用いての表現」を最初におこなったのが、1980年に登場したミステリーハウスである。シエラ・オンラインのミステリーハウス（便宜的に以下、シエラ版MHと呼ぶ）の登場によって、それまでアドベンチャーゲームと呼ばれていたものはテキストアドベンチャーとグラフィックアドベンチャーの二種に大別されるようになる。これについて詳しくはアドベンチャーゲーム#グラフィックアドベンチャーの登場を参照。
シエラ版MHはそうしてアメリカで大ヒットを飛ばしたが、当初は日本では発売されず、知名度が低かった。1982年、マイクロキャビンがミステリーハウスと題した同名のソフトを発売し、シエラ版同様にヒット作となる。日本のコンピューターゲーム史上ではこのマイクロキャビン版ミステリーハウス（以下、マイクロキャビン版MH）が初のグラフィックアドベンチャーであると言える。
マイクロキャビン版MHは、タイトルとジャンル以外に内容の面でも「謎めいた館の中を探索し、どこかに隠されている宝石を発見して脱出する」というシエラ版MHとの類似がある。このマイクロキャビン版MHの存在を知ったシエラオンライン社は当然良い感情は持たなかった。しかしその販売自体にストップをかける方法は無く、日本のスタークラフトから正式に移植版を出して対抗するという策がとられることとなる。結果として、日本ではミステリーハウスという全く同じ名のアドベンチャーゲームが2本存在するということになった。日本では先に流通にのったマイクロキャビン版MHの方が知名度が高いが、日本以外ではほぼシエラ版MHのみが知られている。

## 概要
どちらの作品でも、行いたい動作とそれに対応する動詞を入力してゲームを進めていく。状況によって必要な場合には目的語を入力する事もある。

### シエラ・オンライン版
主人公を含め全部で8人の男女が謎の館に招かれた。その館のリビングで見つかったノートには、館のどこかに宝石が隠されている事、そしてそれは発見者のものだという事が書かれていた。それを見て8人は我先にと宝石を捜し始めるが、その中の1人が絶対に自分が宝石を手に入れるために、他の7人の殺害をくわだてた。殺人者の手から身を守り、宝石を見つけ出して館を出ることができればゲームクリアー。
本作の「一人一人が順番に殺されていく」というあらすじは、アガサ・クリスティの推理小説『そして誰もいなくなった』にインスピレーションを得て創作された。また「館にいる全員が容疑者」というゲームシステムは『クルード』という推理ボードゲームがベースになっている。
シエラ・オンラインの出したハイレゾアドベンチャーシリーズ（HI-Res Adventure Series）の第1弾ソフトである。スタークラフトによる日本版では作中のテキストのみならず、プレイヤーが入力するコマンドも日本語化されている。ただし部屋を移動するためのコマンドが「ドア イク」であるなど、あまり滑らかな翻訳ではない。
Apple II版のミステリーハウスは、1987年にシエラ・オンラインの創業7周年を記念して、作者自身よりパブリックドメインとして一般公開された。

### マイクロキャビン版
謎の館に入る主人公。館に落ちていたメモには「お金が隠されている」と書いてある。様々な仕掛けが施された館の中に隠された宝石を探し出す事ができればゲームクリア。競争者はおらず、主人公は一人で館を探索する。ちなみにメモの文面では隠されているのは「オカネ」であるとなっているが、実際に主人公が見つけるのは現金ではなくダイヤモンドである。なお、FM-7版など一部機種では、金の延べ棒とダイヤモンドがランダムに選ばれる。
日本産のソフトなので当然作中のテキストは日本語だが、プレイヤーが入力するコマンドは英単語である。たとえば、画面上の扉を開けるときには以下のようになる。
- ドウスル？OPEN → ナニヲ？DOOR

また、主人公の向きを変えるときには向きたい方位の頭文字（東＝E、西＝W、南＝S、北＝N）を入力する。
続編である「ミステリーハウス2」や、その続編ともいえる「Worry」もあり、またそれらと区別するために「ミステリーハウス1（ワン）」と呼ばれることもある。
学習漫画『こんにちはマイコン』では、パソコンで遊べる斬新なゲームとして本作が取り上げられた。